# Terský břeh

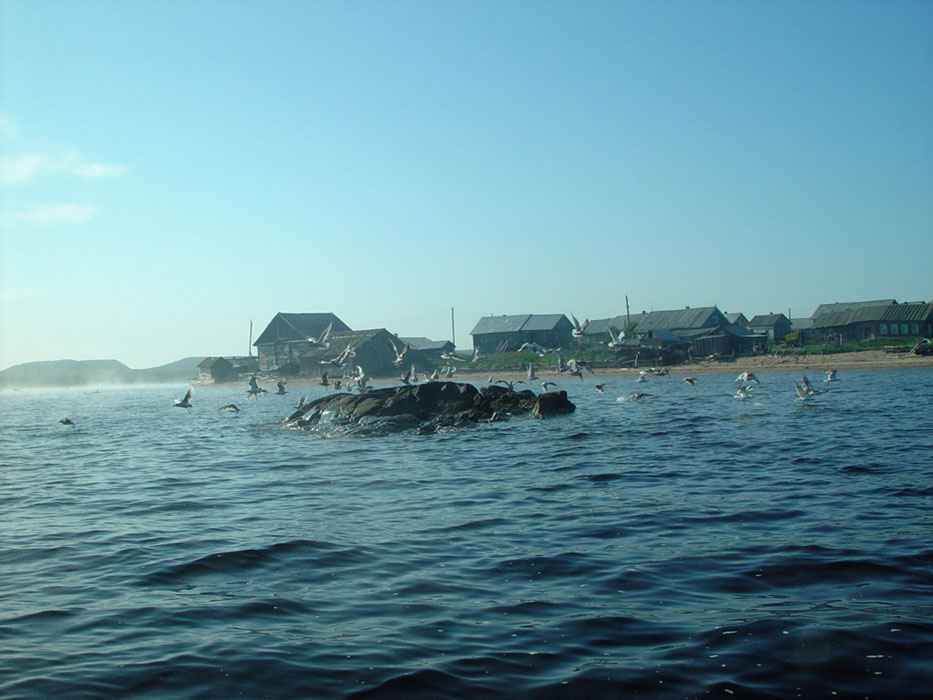
Terský břeh

Terský břeh (rusky Терский берег) je název jihovýchodního břehu Kolského poloostrova v Murmanské oblasti v Rusku. Sahá od mysu Svatý nos k ústí řeky Varzugy.
Severní část (po ústí řeky Ponoj) se vyznačuje vysokými, skalnatými břehy, které jsou pokryté tundrovým porostem. Jižní část je nížinatá a bažinatá a je porostlá trpasličími břízami a vrbami.